# Золотой глаз (кинопремия)
«Золотой глаз» (фр. L'Œil d'or) — награда, которая ежегодно вручается на Каннском кинофестивале за лучший документальный фильм, представленный в одной из секций Канн: официальной программе (в основном конкурсе, «Особом взгляде», вне конкурса, ночных и специальных показах, «Каннской классике»), «Двухнедельнике режиссёров» и «Неделе критики».
Была учреждена в 2015 году французским обществом авторских прав La Scam по инициативе его председательницы Жюли Бертучелли при содействии программного директора Каннского фестиваля Тьерри Фремо и поддержке Национального института аудиовизуала. Денежный приз в размере 5000 евро присуждается режиссёру победившего фильма на официальной церемонии в Каннах. Первое награждение состоялось 23 мая 2015 года во Дворце фестивалей и конгрессов.

## Лауреаты
| Год  | Русское название                    | Оригинальное название       | Режиссёр(ы)                   | Страна                                             | Прим.  |
| ---- | ----------------------------------- | --------------------------- | ----------------------------- | -------------------------------------------------- | ------ |
| 2015 | Альенде, мой дедушка Альенде        | Allende, mi abuelo Allende  | Марсия Тамбутти Альенде       | Чили/ Мексика                                      | [ 4 ]  |
| 2016 | Синема нуво                         | Cinema Novo                 | Эрик Роша                     | Бразилия                                           | [ 5 ]  |
| 2017 | Лица, деревни                       | Visages, villages           | Аньес Варда и JR              | Франция                                            | [ 6 ]  |
| 2018 | Дорога Самоуни                      | La strada dei Samouni       | Стефано Савона                | Италия                                             | [ 7 ]  |
| 2019 | Для Самы                            | من أجل سما                  | Ваад Аль-Катиб и Эдвард Уоттс | Сирия/ Великобритания                              | [ 8 ]  |
| 2019 | Кордильеры снов                     | La Cordillère des songes    | Патрисио Гусман               | Франция/ Чили                                      | [ 8 ]  |
| 2021 | Ночь незнания                       | A Night of Knowing Nothing  | Паял Кападиа                  | Индия                                              | [ 9 ]  |
| 2022 | Всё, что дышит                      | All That Breathes           | Шонак Сен                     | Индия                                              | [ 10 ] |
| 2023 | Дочери Ольфы                        | بنات ألفة                   | Каутер Бен Ханья              | Тунис/ Франция/ Германия                           | [ 11 ] |
| 2023 | Мать всей лжи                       | كذب أبيض                    | Асма аль-Мудир                | Франция/ Чили                                      | [ 11 ] |
| 2024 | Эрнест Коул: Потерянный и найденный | Ernest Cole: Lost and Found | Рауль Пек                     | Франция/ США                                       | [ 12 ] |
| 2024 | Грань мечты                         | رفعت عيني للسما             | Нада Рияд и Айман эль-Амир    | Египет/ Франция/ Дания/ · Катар/ Саудовская Аравия | [ 12 ] |
| 2025 | Имаго                               | Imago                       | Дени Умар Пицаев              | Франция/ Бельгия                                   | [ 13 ] |

### Особое упоминание
| Год  | Русское название                        | Оригинальное название    | Режиссёр(ы)                  | Страна         | Прим. |
| ---- | --------------------------------------- | ------------------------ | ---------------------------- | -------------- | ----- |
| 2015 | Ингрид Бергман: В её собственных словах | Jag är Ingrid            | Стиг Бьёркман                | Швеция         | [ 4 ] |
| 2016 | Кинопередвижники                        | The Cinema Travellers    | Ширли Абрахам и Амит Мадешия | Индия          | [ 5 ] |
| 2017 | Макала                                  | The Cinema Travellers    | Эмманюэль Гра                | Франция        | [ 6 ] |
| 2018 | Свободен                                | Libre                    | Мишель Тоэска                | Франция        | [ 7 ] |
| 2018 | Глаза Орсона Уэллса                     | The Eyes of Orson Welles | Марк Казинс                  | Великобритания | [ 7 ] |

### Специальный приз жюри
| Год  | Русское название                     | Оригинальное название      | Режиссёр(ы)         | Страна                   | Прим.  |
| ---- | ------------------------------------ | -------------------------- | ------------------- | ------------------------ | ------ |
| 2021 | Бабий Яр. Контекст                   | Бабий Яр. Контекст         | Сергей Лозница      | Нидерланды/ Украина      | [ 14 ] |
| 2022 | Мариуполис 2                         | Mariupolis 2               | Мантас Кведаравичюс | Германия/ Франция/ Литва | [ 10 ] |
| 2025 | Человек на шесть миллиардов долларов | The Six Billion Dollar Man | Юджин Джареки       | США/ Германия/ Франция   | [ 13 ] |

## Председатели жюри
- 2015 — Ритхи Пань,  Камбоджа/ Франция[4]
- 2016 — Джанфранко Рози,  Италия[5]
- 2017 — Сандрин Боннер,  Франция[6]
- 2018 — Эмманюэль Финкель,  Франция[7]
- 2019 — Иоланда Зоберман[англ.],  Франция[8]
- 2021 — Эзра Эдельман[англ.],  США[9]
- 2022 — Агнешка Холланд,  Польша[10]
- 2023 — Кирстен Джонсон[англ.],  США[11]
- 2024 — Николя Филибер,  Франция[12]
- 2025 — Жюли Гайе,  Франция[13]